# Крик і знову крик
Крик і знову крик (англ. Scream and Scream Again) — англійський трилер 1970 року.

## Сюжет
Детектив Беллавер займається розслідуванням незвичайних вбивств на вулицях Лондона. Виявляється, що група нацистів на чолі з доктором Браунінгом хоче створити кращу людську расу з частин тіл обраних людей.

## У ролях
| Актор           | Роль                    |
| --------------- | ----------------------- |
| Вінсент Прайс   | доктор Браунінг         |
| Крістофер Лі    | Фремонт                 |
| Пітер Кашинг    | майор Генріх Бенедек    |
| Джуді Хакстейбл | Сільвія                 |
| Альфред Маркс   | детектив Беллавер       |
| Майкл Готард    | Кіт                     |
| Ентоні Ньюлендс | Людвіг                  |
| Пітер Салліс    | Швейц                   |
| Девід Лодж      | інспектор Філ Стрікленд |
| Ута Левка       | Джейн                   |